# Biserica „Sfânta Treime” din Onițcani
Biserica „Sfânta Treime” este o biserică amplasată în Onițcani, raionul Criuleni, Republica Moldova. Este un monument arhitectural de importanță națională inclus în Registrul monumentelor Republicii Moldova ocrotite de stat cu nr. 346 (raionul Criuleni). Datează din 1889-1892.